# Coppa di Serbia (pallavolo femminile)
La Coppa di Serbia è una competizione pallavolistica per squadre di club serbe femminili, organizzata con cadenza annuale dalla OSS.

## Edizioni
| Edizione         | Edizione          | Podio                  | Podio     | Podio                  |
| Anno             | Sede della finale | Campione               | Risultato | Finalista              |
| ---------------- | ----------------- | ---------------------- | --------- | ---------------------- |
| 2006-07 Dettagli | Belgrado          | Poštar                 | 3 - 2     | Stella Rossa           |
| 2007-08 Dettagli | Belgrado          | Poštar                 | 3 - 1     | Dinamo Pančevo         |
| 2008-09 Dettagli | Obrenovac         | Poštar                 | 3 - 0     | Stella Rossa           |
| 2009-10 Dettagli | Belgrado          | Stella Rossa           | 3 - 1     | Dinamo Pančevo         |
| 2010-11 Dettagli | Belgrado          | Stella Rossa           | 3 - 0     | Vizura                 |
| 2011-12 Dettagli | Lazarevac         | Stella Rossa           | 3 - 0     | Spartak Subotica       |
| 2012-13 Dettagli | Belgrado          | Stella Rossa           | 3 - 1     | Vizura                 |
| 2013-14 Dettagli | Belgrado          | Stella Rossa           | 3 - 2     | Partizan               |
| 2014-15 Dettagli | Ub                | Vizura                 | 3 - 0     | Stella Rossa           |
| 2015-16 Dettagli | Stara Pazova      | Vizura                 | 3 - 0     | Jedinstvo Stara Pazova |
| 2016-17 Dettagli | Stara Pazova      | Jedinstvo Stara Pazova | 3 - 0     | Dinamo Pančevo         |
| 2017-18 Dettagli | Lajkovac          | Železničar Lajkovac    | 3 - 2     | Stella Rossa           |
| 2018-19 Dettagli | Lajkovac          | Železničar Lajkovac    | 3 - 0     | Stella Rossa           |
| 2019-20 Dettagli | Ub                | Ub                     | 3 - 2     | Jedinstvo Stara Pazova |
| 2020-21 Dettagli | Vrnjačka Banja    | Železničar Lajkovac    | 3 - 0     | Ub                     |
| 2021-22 Dettagli | Lajkovac          | Stella Rossa           | 3 - 1     | Železničar Lajkovac    |
| 2022-23 Dettagli | Ub                | Ub                     | 3 - 2     | Jedinstvo Stara Pazova |

## Palmarès
| Squadra                | Titolo | Edizione                                             |
| ---------------------- | ------ | ---------------------------------------------------- |
| Stella Rossa           | 6      | 2009-10, 2010-11, 2011-12, 2012-13, 2013-14, 2021-22 |
| Poštar                 | 3      | 2006-07, 2007-08, 2008-09                            |
| Železničar Lajkovac    | 3      | 2017-18, 2018-19, 2020-21                            |
| Vizura                 | 2      | 2014-15, 2015-16                                     |
| Ub                     | 2      | 2019-20, 2022-23                                     |
| Jedinstvo Stara Pazova | 1      | 2016-17                                              |